# Dear Pianissimo
Dear Pianissimo（ディアピアニッシモ）は、工画堂スタジオから2006年8月11日に発売されたコンピュータゲームである。
フィギュアにデータを内蔵したMusic Angel Collectionの第一弾。
2007年6月29日に新キャラクター、新シナリオ、キャラクターボイスなどを追加し、DVD-ROMソフトとして再構築した『Dear Pianissimo refrain』が登場した。

## あらすじ
高校生の嵩科愁と暮里菜葱はバイト中で事故に遭い、あの世とこの世の狭間にある学園『コンサバトリ』に迷い込む。そこで、一週間後に行われる音楽コンクール『レコンコルソ』で一対一勝負を行い、勝った方がこの世に戻れると言う。その為に練習を始めるのだが……。

## 登場人物
嵩科 愁（たかしな しゅう）
母親が早くに他界し、父親が若い女と家を出ているために、高校生ながらもバイトをして二人の妹（小学生）の面倒をみている。あるバイト中で今回の事故に遭い、コンサバトリへと迷い込む。
暮里 菜葱（くれざと なぎ）
声 - 後藤邑子
声優を目指す高校生。シュウの遭った事故に巻き込まれて、コンサバトリに迷い込む。音痴であるため、シュウと共に練習することになる。
音の妖精 ぴあの
声 - 下田麻美
シュウが学園の寮で出会った（楽器の）ピアノの妖精。一人称にクセがある。
鳴海 澄香（なるみ すみか）
声 - 千葉紗子
ナギやシュウと同様に学園へ迷い込んだ少女。原因は病気である点が二人と異なる。
花山田 茉莉花（はなやまだ じゃすみん）
声 - 木村亜希子
学園の教師。人間ではなく、この世で言う天使らしい。

### 「refrain」追加新キャラクター
桐嶋 姫依（きりしま ひより）
声 - 藤村歩
素直で明るく人懐っこい。頑張り屋だが虚弱体質。
菊宮 舞衣（きくみや まい）
声 - 金田朋子
シュウとナギがコンサバトリに来る前に突然現れた女の子。いたずらっ子で甘えん坊。なぜかジャスミンのことを「ママ」と呼ぶ。

## その他
- （ディスクメディアに比べて容量が小さい）USBメモリを使用しているため、キャラクターボイスは入っていない（ナギ役の後藤邑子は歌のみ）。
- イベントにメモリ内蔵フィギュアを持って行くという、里帰り企画が行われた。
- 工画堂スタジオのファンディスク「エンジェルアソートvol.4」において、本作のショートストーリー『Dear Pianissimo -strings-』（文：霧海正悟 挿絵：南野彼方）が収録されている。